# Liste der Kulturdenkmale in Zittau Zentrum (A–J)
In der Liste der Kulturdenkmale in Zittau Zentrum (A–J) sind die Kulturdenkmale des Zittauer Zentrums verzeichnet, die bis April 2019 vom Landesamt für Denkmalpflege Sachsen erfasst wurden (ohne archäologische Kulturdenkmale) und deren Straßenname mit den entsprechenden Anfangsbuchstaben beginnt. Die Anmerkungen sind zu beachten.

## Liste der Kulturdenkmale in Zittau (Kernstadt)
| Bild                                    | Bezeichnung | Lage                                                | Datierung | Beschreibung | ID       |
| --------------------------------------- | --- | --------------------------------------------------- | --- | --- | -------- |
|                                         | Denkmalschutzgebiet Altstadt Zittau (Vorschlag) | (Karte)                                             | Nach 1757 | Denkmalschutzgebiet Altstadt Zittau | 09301917 |
|                                         | Ringanlagen (Sachgesamtheit) | (Karte)                                             | 19. Jahrhundert | Sachgesamtheit Ringanlagen, Promenadenring mit folgenden Einzeldenkmalen: Kleine Bastei (08992285), Fleischerbastei (09270368), Haberkorn-Denkmal (08992283), Kriegerdenkmal (09270381), Konstitutionssäule (09270378), Steinbank an der Fleischerbastei (09301996), Schleifermännchen-Brunnen (08992283), Brunnen an der Ludwigstraße (09301997), Brunnen am Heinrich-Heine-Platz (08992273), Brunnen an der Inneren Weberstraße (09301928) und Brunnen an der Zirkusallee (08992390) sowie mit allen Bestandteilen der im 19. Jahrhundert an Stelle der geschleiften Befestigungsanlagen geschaffenen Grünanlagen (Sachgesamtheitsteil und Gartendenkmal) mit Wegen, Treppen, Gewächsen und Gittern; geschichtlich, ortsgeschichtlich, ortsbildprägend und gartenkünstlerisch von Bedeutung | 08992283 |
| Weitere Bilder                          | Mietshaus in geschlossener Bebauung konzipiert, Eckhaus mit Saalanbau                                                                                                  | Albertstraße 2 (Karte)                              | Bezeichnet mit 1900 | Städtebaulich und baugeschichtlich von Bedeutung, ein Gründerzeithaus | 09270382 |
| Direkt Bild zu diesem Denkmal hochladen | Wohnhaus in geschlossener Bebauung | Albertstraße 3 (Karte)                              | Bezeichnet mit 1858 | Städtebaulich von Bedeutung | 09270267 |
| Weitere Bilder                          | Wohnhaus (mit Ladenfront des späten 19. Jahrhunderts) in ehemals geschlossener Bebauung, mit Hinterhaus im Hof                                                         | Albertstraße 14 (Karte)                             | 18. Jahrhundert | Städtebaulich und baugeschichtlich von Bedeutung, schönes barockes Portal | 09270423 |
|                                         | Wohnhaus (zwei Hausteile), Eckhaus in geschlossener Bebauung | Albertstraße 22 (Karte)                             | Bezeichnet mit 1733, Kern älter | Städtebaulich und baugeschichtlich von Bedeutung, schönes barockes Portal | 09270427 |
|                                         | Wohnhaus in geschlossener Bebauung | Amalienstraße 1 (Karte)                             | Im Kern 18. Jahrhundert | Städtebaulich und hausgeschichtlich von Bedeutung, ein Gründerzeithaus mit älterem Kern | 09270219 |
| Direkt Bild zu diesem Denkmal hochladen | Wohnhaus in (ehemals) halboffener Bebauung | Amalienstraße 2 (Karte)                             | Um 1860 | Städtebaulich und baugeschichtlich von Bedeutung, ein Gründerzeithaus | 09270220 |
|                                         | Wohnhaus in (ehemals) geschlossener Bebauung | Amalienstraße 4b (Karte)                            | 18. Jahrhundert | Städtebaulich von Bedeutung | 09270221 |
|                                         | Wohnhaus in geschlossener Bebauung | Amalienstraße 6 (Karte)                             | 18. Jahrhundert | Städtebaulich und baugeschichtlich von Bedeutung, schlichter Barockbau | 09270223 |
| Direkt Bild zu diesem Denkmal hochladen | Wohnhaus in geschlossener Bebauung | Amalienstraße 8 (Karte)                             | Um 1850 | Städtebaulich und baugeschichtlich von Bedeutung, ein frühes Gründerzeithaus | 09270224 |
| Direkt Bild zu diesem Denkmal hochladen | Wohnhaus in (ehemals) geschlossener Bebauung | Amalienstraße 10 (Karte)                            | Um 1870 | Städtebaulich und baugeschichtlich von Bedeutung, ein Gründerzeithaus | 09270225 |
| Direkt Bild zu diesem Denkmal hochladen | Wohnhaus (mit zwei Hausnummern) in (ehemals) geschlossener Bebauung | Amalienstraße 13, 15 (Karte)                        | Um 1850 | Städtebaulich und baugeschichtlich von Bedeutung, ein frühes Gründerzeithaus noch mit klassizistischen Anklängen | 09270214 |
| Direkt Bild zu diesem Denkmal hochladen | Wohnhaus in (ehemals) geschlossener Bebauung, heute baulich verbunden mit dem Nachbarhaus (siehe Baderstraße 13)                                                       | Amalienstraße 14 (Karte)                            | 1. Hälfte 19. Jahrhundert | Städtebaulich von Bedeutung | 09270226 |
|                                         | Tür eines Wohnhauses | Amalienstraße 19 (Karte)                            | Um 1800 | Künstlerisch-handwerklich von Bedeutung, klassizistische kassettierte Haustür, Wohnhaus als Denkmal 2004 gestrichen | 09270212 |
|                                         | Wohnhaus (mit Hinterhaus) in geschlossener Bebauung | Amalienstraße 23 (Karte)                            | 18. Jahrhundert | Städtebaulich und baugeschichtlich von Bedeutung, ein schlichter Barockbau | 09270211 |
|                                         | Wohnhaus (mit kleinem Ladeneinbau) in geschlossener Bebauung | Amalienstraße 25 (Karte)                            | 1. Hälfte 19. Jahrhundert | Städtebaulich und baugeschichtlich von Bedeutung, ein einfaches klassizistisches Haus | 09270210 |
| Direkt Bild zu diesem Denkmal hochladen | Mietshaus (mit Ladeneinbau) in halboffener Bebauung, Eckhaus | Amalienstraße 29 (Karte)                            | Ende 19. Jahrhundert | Städtebaulich und baugeschichtlich von Bedeutung, straßenbildprägender Gründerzeitbau | 09270209 |
| Direkt Bild zu diesem Denkmal hochladen | Wohnhaus in (ehemals) geschlossener Bebauung | Baderstraße 1 (Karte)                               | 18. Jahrhundert, später überformt | Baugeschichtlich und städtebaulich von Bedeutung, barockes Portal | 09270233 |
| Direkt Bild zu diesem Denkmal hochladen | Wohnhaus in (ehemals) geschlossener Bebauung | Baderstraße 2 (Karte)                               | Bezeichnet mit 1759, später überformt | Baugeschichtlich und städtebaulich von Bedeutung, barockes Portal | 09270172 |
| Direkt Bild zu diesem Denkmal hochladen | Wohnhaus in geschlossener Bebauung | Baderstraße 3 (Karte)                               | 18. Jahrhundert | Baugeschichtlich, straßenbildprägend und städtebaulich von Bedeutung, barockes Portal | 09270232 |
| Direkt Bild zu diesem Denkmal hochladen | Wohnhaus in geschlossener Bebauung | Baderstraße 4 (Karte)                               | 18. Jahrhundert | Baugeschichtlich von Bedeutung, mit altem Ladeneinbau | 09270171 |
| Direkt Bild zu diesem Denkmal hochladen | Wohnhaus in (ehemals) geschlossener Bebauung | Baderstraße 6 (Karte)                               | 18. Jahrhundert | Städtebaulich und baugeschichtlich von Bedeutung, schlichter Barockbau mit altem Ladeneinbau, Mansarddach | 09270170 |
| Direkt Bild zu diesem Denkmal hochladen | Hinterhaus mit Inschrifttafel über Haustür | Baderstraße 8 (Karte)                               | Bezeichnet mit 1765 (Tafel) | Städtebaulich, sozialgeschichtlich und baugeschichtlich von Bedeutung, Satteldach mit Fledermausgaupen | 09270054 |
| Direkt Bild zu diesem Denkmal hochladen | Wohnhaus in (ehemals) geschlossener Bebauung | Baderstraße 9 (Karte)                               | 18. Jahrhundert | Städtebaulich und baugeschichtlich von Bedeutung, Satteldach mit Fledermausgaupen | 09270231 |
| Direkt Bild zu diesem Denkmal hochladen | Zwei Mietshäuser (unter einer Hausnummer) in Ecklage zur Amalienstraße                                                                                                 | Baderstraße 13 (Karte)                              | Bezeichnet mit 1879, alle Gebäude zeitgleich | Städtebaulich und baugeschichtlich von Bedeutung, ortsbildprägende Gründerzeitbauten | 09270229 |
|                                         | Wohnhaus (zwei Gebäudeteile) mit eingeschossigem Ladenanbau, gesamter Bau in Insellage                                                                                 | Baderstraße 19 (Karte)                              | Ende 19. Jahrhundert | Städtebaulich und baugeschichtlich von Bedeutung, repräsentatives Gründerzeithaus | 09270228 |
| Direkt Bild zu diesem Denkmal hochladen | Mietshaus, für geschlossene Bebauung vorgesehen | Baderstraße 21 (Karte)                              | Ende 19. Jahrhundert | Städtebaulich und baugeschichtlich von Bedeutung, ein Gründerzeithaus | 09270208 |
| Weitere Bilder                          | Wohnhaus (aus zwei Bauteilen) in geschlossener Bebauung und Ecklage, mit Hinterhäusern                                                                                 | Bautzner Straße 1 (Karte)                           | 2. Hälfte 18. Jahrhundert, im Kern älter | Baugeschichtlich und städtebaulich von Bedeutung, dreigeschossiges Eckhaus und langer zweigeschossiger Bau, ortsbildprägende Lage nahe dem Johannisplatz, am Eckbau geohrte Fenstergewände und Pilastergliederung | 09270099 |
| Weitere Bilder                          | Dornspachhaus: Alte Apotheke, Wohnhaus (als Kopfbau zum Johannisplatz) und zwei nach Norden anschließende Bauten in geschlossener Bebauung, sowie Hintergebäude        | Bautzner Straße 2 (Karte)                           | Um 1500 (Wohnhaus); 1553 (Hauptbauzeit) | Baugeschichtlich, künstlerisch, kunstgeschichtlich, ortsgeschichtlich, städtebaulich und hausgeschichtlich von Bedeutung, einer der bedeutendsten Renaissancebauten des Ortes mit straßenbildprägendem Erker und schönem Portal, Baulichkeiten grenzen einen Arkadenhof ein, zum Teil noch ältere, gotische Bauteile (ein „Regium est bene facere et male audire“, ursprünglich Tordurchfahrt), im 16. Jahrhundert Wohnhaus des Bürgermeisters Nikolaus von Dornspach | 09270136 |
|                                         | Wohnhaus (zwei Gebäudeteile), Eckhaus in (ehemals) geschlossener Bebauung                                                                                              | Bautzner Straße 3 (Karte)                           | 19. Jahrhundert, im Kern älter | Städtebaulich und baugeschichtlich von Bedeutung, Fassaden im Stil der Gründerzeit, im Kern älter, im Erdgeschoss schöne Ladenzone | 08992234 |
|                                         | Wohnhaus, Eckhaus in geschlossener Bebauung | Bautzner Straße 4 (Karte)                           | 2. Hälfte 19. Jahrhundert | Städtebaulich und baugeschichtlich von Bedeutung, ein Gründerzeitbau mit straßenbildprägender Ladenzone | 09270168 |
|                                         | Wohnhaus in geschlossener Bebauung | Bautzner Straße 5 (Karte)                           | 18. Jahrhundert, Überformung 19. Jahrhundert | Städtebaulich und baugeschichtlich von Bedeutung | 09270504 |
|                                         | Wohnhaus, Eckhaus in geschlossener Bebauung | Bautzner Straße 6 (Karte)                           | 1746–1747 | Baugeschichtlich, städtebaulich, ortsgeschichtlich, künstlerisch und kunstgeschichtlich von Bedeutung, straßenbildprägender Barockbau, über dem schönen Portal reichgegliederter Eckerker auf kräftigen Konsolen, über einem Gurtgesims sind Mars und Minerva als zeitbedingte Symbole für Krieg und Frieden angeordnet | 09270483 |
|                                         | Wohnhaus in geschlossener Bebauung | Bautzner Straße 7 (Karte)                           | 2. Hälfte 19. Jahrhundert (Kartusche bezeichnet mit 1784)                                                                                             | Baugeschichtlich, künstlerisch und städtebaulich von Bedeutung, prächtiger Gründerzeitbau mit älterer, barocker Kartusche über dem Eingang | 09270506 |
|                                         | Wohnhaus (heute Hotel mit Gaststätte) in geschlossener Bebauung und älteres Hinterhaus                                                                                 | Bautzner Straße 9 (Karte)                           | 18. Jahrhundert (Hinterhaus); Ende 19. Jahrhundert (Wohnhaus)                                                                                         | Städtebaulich und baugeschichtlich von Bedeutung, das Hauptgebäude ein Gründerzeithaus, das im Kern barocke Hinterhaus mit Gewölbe und Schmuck im Innern | 09270507 |
|                                         | Wohnhaus, in geschlossener Bebauung, mit Seitenflügel im Hof | Bautzner Straße 10 (Karte)                          | Mitte 19. Jahrhundert | Städtebaulich und baugeschichtlich von Bedeutung, klassizistischer Bau mit schlichter Lisenengliederung | 09270481 |
|                                         | Wohnhaus in geschlossener Bebauung, mit Hinterhaus | Bautzner Straße 11 (Karte)                          | Um 1600 im Kern; um 1910 | Städtebaulich, hausgeschichtlich und baugeschichtlich von Bedeutung, Renaissance-Kern, geprägt von einem Umbau im Reformstil der Zeit um 1910 | 09270508 |
|                                         | Wohnhaus mit Ladeneinbau, in geschlossener Bebauung | Bautzner Straße 12 (Karte)                          | 18. Jahrhundert | Städtebaulich von Bedeutung | 09270480 |
|                                         | Wohnhaus mit Ladeneinbau, in geschlossener Bebauung | Bautzner Straße 13 (Karte)                          | 1. Hälfte 19. Jahrhundert | Städtebaulich und baugeschichtlich von Bedeutung, einfaches klassizistisches Haus | 09270509 |
|                                         | Wohnhaus (mit modernem Ladeneinbau) in geschlossener Bebauung und Hinterhaus                                                                                           | Bautzner Straße 14 (Karte)                          | Um 1700 | Städtebaulich und baugeschichtlich von Bedeutung, einfacher Barockbau mit Mansarddach und straßenbildprägendes Dachhäuschen | 09270479 |
|                                         | Wohnhaus mit Ladeneinbau, in geschlossener Bebauung | Bautzner Straße 15 (Karte)                          | 1. Hälfte 19. Jahrhundert | Städtebaulich und baugeschichtlich von Bedeutung, einfaches klassizistisches Haus | 09270510 |
|                                         | Fassade des Wohnhauses (alles andere Abbruch 1992), in geschlossener Bebauung                                                                                          | Bautzner Straße 16 (Karte)                          | 18. Jahrhundert | Städtebaulich von Bedeutung | 09270478 |
|                                         | Mietshaus in geschlossener Bebauung mit Ladeneinbau | Bautzner Straße 17 (Karte)                          | Ende 19. Jahrhundert | Städtebaulich und baugeschichtlich von Bedeutung, ein Gründerzeithaus mit repräsentativer Fassade | 09270511 |
|                                         | Wohnhaus in geschlossener Bebauung | Bautzner Straße 18 (Karte)                          | 1. Hälfte 19. Jahrhundert | Städtebaulich und baugeschichtlich von Bedeutung, klassizistisches Gebäude | 09270477 |
|                                         | Wohn- und Geschäftshaus (Bankgebäude) in geschlossener Bebauung, mit Hinterhäusern und Einfriedungsmauer des Gartens zur Straße Am Johanneum                           | Bautzner Straße 20 (Karte)                          | 1870/1880 | Städtebaulich, künstlerisch, ortsgeschichtlich und baugeschichtlich von Bedeutung, ein Gründerzeitgebäude im Stil der italienischen Neorenaissance, straßenbildprägende Balkone | 09270476 |
|                                         | Mietshaus (auf zwei Grundstücken) in geschlossener Bebauung, mit Ladeneinbau, Seitengebäude im Hof und Hinterhäusern (an der Poststraße)                               | Bautzner Straße 21 (Karte)                          | Ende 19. Jahrhundert, Kern älter (Mietshaus); bezeichnet mit 1898 (Anbau Poststraße)                                                                  | Städtebaulich und baugeschichtlich von Bedeutung, ein Gründerzeithaus | 09270512 |
|                                         | Wohnhaus (bestehend aus zwei Gebäudeteilen) in Ecklage zur Gasse Am Johanneum, mit Hofflügeln um einen Innenhof                                                        | Bautzner Straße 22 (Karte)                          | Ende 18. Jahrhundert | Städtebaulich, baugeschichtlich und ortsbildprägend von Bedeutung, einfacher Barockbau, Mansarddach mit straßenbildprägenden Dachaufbauten, seitlich spätbarocke Eingangstür mit reichem Schnitzwerk | 09270475 |
|                                         | Wohn- und Geschäftshaus, Eckhaus in geschlossener Bebauung (bauliche Einheit mit Rathausplatz 2/4 und Reichenberger Straße 4)                                          | Böhmische Straße 3 (Karte)                          | 1875er Jahre | Städtebaulich und baugeschichtlich von Bedeutung, repräsentatives Gründerzeithaus, ortsbildprägende längere Front erstreckt sich am Rathausplatz | 09270262 |
|                                         | Wohnhaus in geschlossener Bebauung | Böhmische Straße 5 (Karte)                          | 18. Jahrhundert | Städtebaulich und baugeschichtlich von Bedeutung, klassizistisches Gebäude mit ungewöhnlichem Bohlendach (von großer Seltenheit), schönes klassizistisches Portal mit originaler Tür | 09270263 |
|                                         | Wohnhaus in geschlossener Bebauung, mit hofbildprägenden Hintergebäuden (zwei Seitenflügel in Verlängerung zur Reichenberger Straße 8, den Fleischbänken)              | Böhmische Straße 7 (Reichenberger Straße 8) (Karte) | 18. Jahrhundert | Baugeschichtlich, städtebaulich und ortsgeschichtlich von Bedeutung, ein früher Gründerzeitbau, im Hof die Fleischbänke unter einem Kolonnadengang (eines der letzten erhaltenen Beispiele ihrer Art) | 09270264 |
|                                         | Wohnhaus mit Ladenzone, in geschlossener Bebauung | Böhmische Straße 8 (Karte)                          | Um 1780 | Städtebaulich und baugeschichtlich von Bedeutung, barock-klassizistisches Portal, Treppenhaus mit Ausmalung | 09270191 |
|                                         | Wohnhaus in geschlossener Bebauung | Böhmische Straße 10 (Karte)                         | Bezeichnet mit 1659 im Inneren auf Stein, im 19. Jahrhundert überformt                                                                                | Städtebaulich, baugeschichtlich und hausgeschichtlich von Bedeutung, im Kern ein Barockbau, Durchgang mit Kreuzgratgewölbe | 09270192 |
|                                         | Wohnhaus, Eckhaus, in halboffener Bebauung | Böhmische Straße 11 (Karte)                         | 1. Hälfte 19. Jahrhundert | Städtebaulich und baugeschichtlich von Bedeutung, straßenbildprägendes klassizistisches Gebäude | 09270266 |
|                                         | Wohnhaus, Eckhaus mit Ladeneinbau, in geschlossener Bebauung | Böhmische Straße 12 (Karte)                         | 2. Hälfte 19. Jahrhundert | Städtebaulich und baugeschichtlich von Bedeutung, ein Gründerzeithaus mit noch klassizistischen Anklängen | 09270193 |
|                                         | Wohnhaus, Eckhaus mit Ladeneinbau, in geschlossener Bebauung | Böhmische Straße 14 (Karte)                         | 17. Jahrhundert, im Kern älter, später überformt | Städtebaulich, baugeschichtlich und hausgeschichtlich von Bedeutung, im Kern ein Barockbau, Reste eines gotischen Bogens neben dem Eingang | 09270194 |
|                                         | Wohnhaus mit Hinterhaus, in geschlossener Bebauung | Böhmische Straße 15 (Karte)                         | 18. Jahrhundert, im Kern älter | Städtebaulich und baugeschichtlich von Bedeutung, schlichter Barockbau | 09270383 |
|                                         | Wohnhaus in geschlossener Bebauung und Hinterhaus | Böhmische Straße 16 (Karte)                         | Bezeichnet mit 1858 | Städtebaulich und baugeschichtlich von Bedeutung, schönes Portal | 09270195 |
|                                         | Wohnhaus mit Ladeneinbau, in geschlossener Bebauung | Böhmische Straße 17 (Karte)                         | 19. Jahrhundert | Städtebaulich und baugeschichtlich von Bedeutung, ein Gründerzeithaus | 09270384 |
|                                         | Wohnhaus in geschlossener Bebauung | Böhmische Straße 19 (Karte)                         | 16. Jahrhundert, später überformt | Städtebaulich und baugeschichtlich von Bedeutung, giebelständiges Haus | 09270385 |
|                                         | Wohnhaus mit Ladeneinbau, in geschlossener Bebauung | Böhmische Straße 21 (Karte)                         | Bezeichnet mit 1784, später überformt | Städtebaulich und baugeschichtlich von Bedeutung, schlichtes barockes Portal mit Innungszeichen auf dem Schlussstein | 09270386 |
|                                         | Wohnhaus mit Ladeneinbau, in geschlossener Bebauung | Böhmische Straße 23 (Karte)                         | 18. Jahrhundert | Städtebaulich und baugeschichtlich von Bedeutung, einfaches klassizistisches Haus | 09270387 |
|                                         | Wohnhaus in geschlossener Bebauung | Böhmische Straße 25 (Karte)                         | 18. Jahrhundert, im Kern älter | Städtebaulich und baugeschichtlich von Bedeutung, giebelständiges Haus | 09270388 |
|                                         | Wohnhaus mit Hinterhaus, in geschlossener Bebauung | Böhmische Straße 27 (Karte)                         | 16. Jahrhundert im Kern, später überformt | Städtebaulich und baugeschichtlich von Bedeutung, giebelständiges Haus | 09270389 |
|                                         | Wohnhaus in geschlossener Bebauung | Böhmische Straße 29 (Karte)                         | 18. Jahrhundert, später überformt | Städtebaulich von Bedeutung | 09270390 |
| Direkt Bild zu diesem Denkmal hochladen | Wohnhaus in geschlossener Bebauung | Böhmische Straße 30 (Karte)                         | 2. Hälfte 19. Jahrhundert | Städtebaulich und baugeschichtlich von Bedeutung, ein Gründerzeithaus | 09270197 |
|                                         | Wohnhaus in geschlossener Bebauung | Böhmische Straße 31 (Karte)                         | 2. Hälfte 19. Jahrhundert | Städtebaulich und baugeschichtlich von Bedeutung, ein Gründerzeithaus | 09270391 |
|                                         | Wohnhaus in geschlossener Bebauung | Böhmische Straße 32 (Karte)                         | 16. Jahrhundert | Städtebaulich, baugeschichtlich und künstlerisch von Bedeutung, schönes barockes Portal, giebelständiges Haus mit straßenbildprägendem Schweifgiebel | 09270198 |
|                                         | Wohnhaus in (ehemals) geschlossener Bebauung | Böhmische Straße 36 (Karte)                         | 19. Jahrhundert | Baugeschichtlich und städtebaulich von Bedeutung, ein Gründerzeithaus | 09270200 |
|                                         | Wohnhaus mit Hinterhaus, in geschlossener Bebauung | Böhmische Straße 37 (Karte)                         | 18. Jahrhundert, später überformt | Städtebaulich und baugeschichtlich von Bedeutung, schlichter Barockbau, Sockelgeschossmauern angeböscht | 09270394 |
|                                         | Wohnhaus in geschlossener Bebauung | Böhmische Straße 39 (Karte)                         | Im Kern 17. Jahrhundert, später überformt | Städtebaulich und baugeschichtlich von Bedeutung, schönes Portal | 09270395 |
|                                         | Mietshaus mit Hinterhaus, in geschlossener Bebauung | Böhmische Straße 41 (Karte)                         | Ende 19. Jahrhundert | Städtebaulich und baugeschichtlich von Bedeutung, ein Gründerzeithaus mit prächtiger Fassade | 09270396 |
| Direkt Bild zu diesem Denkmal hochladen | Wohnhaus, Eckhaus mit Ladeneinbau, in halboffener Bebauung | Breite Straße 1 (Karte)                             | Um 1870 | Städtebaulich und baugeschichtlich von Bedeutung, ein Gründerzeithaus | 09270323 |
| Direkt Bild zu diesem Denkmal hochladen | Wohnhaus mit Ladeneinbau, in Ecklage, in (ehemals) geschlossener Bebauung                                                                                              | Breite Straße 2 (Karte)                             | 18. Jahrhundert | Baugeschichtlich, städtebaulich, ortsbildprägend und künstlerisch von Bedeutung, einfacher Barockbau mit Krüppelwalmdach und seitlicher Risalit mit straßenbildprägendem Giebel (dieser vermutlich um 1910 ergänzt), schönes barockes Portal und Wappen, markante Schaufenstergestaltung eines späteren Ladeneinbaus | 09270045 |
| Direkt Bild zu diesem Denkmal hochladen | Doppelwohnhaus, in geschlossener Bebauung konzipiert | Breite Straße 2b, 2c (Karte)                        | Um 1912 | Städtebaulich und baugeschichtlich von Bedeutung, zwei Bauten im Reformstil der Zeit um 1910 | 09270043 |
|                                         | Wohnhaus in geschlossener Bebauung und Hinterhaus | Breite Straße 3 (Karte)                             | 18. Jahrhundert | Städtebaulich und baugeschichtlich von Bedeutung | 09270322 |
|                                         | Wohnhaus in geschlossener Bebauung | Breite Straße 5 (Karte)                             | 18. Jahrhundert | Städtebaulich und baugeschichtlich von Bedeutung | 09270321 |
|                                         | Wohnhaus in geschlossener Bebauung | Breite Straße 7 (Karte)                             | Bezeichnet mit 1794 | Städtebaulich und baugeschichtlich von Bedeutung, schöne Tür Ende 19. Jahrhundert | 09270320 |
| Direkt Bild zu diesem Denkmal hochladen | Mietshaus in (ehemals) geschlossener Bebauung, Eckhaus zur Rosenstraße                                                                                                 | Breite Straße 8 (Karte)                             | Um 1880 | Städtebaulich und baugeschichtlich von Bedeutung, ein Gründerzeithaus (ehemalige Anschrift: Rosenstraße 13) | 09270040 |
|                                         | Wohnhaus in geschlossener Bebauung | Breite Straße 9 (Karte)                             | 18. Jahrhundert | Städtebaulich und baugeschichtlich von Bedeutung, schöne Tür Ende 19. Jahrhundert | 09270319 |
| Direkt Bild zu diesem Denkmal hochladen | Wohnhaus mit Hinterhaus, in geschlossener Bebauung | Breite Straße 11 (Karte)                            | Bezeichnet mit 1828 | Städtebaulich und baugeschichtlich von Bedeutung, schöne klassizistische Tür, über der Tür Tafel mit Stierkopf | 09270318 |
|                                         | Wohnhaus in (ehemals) geschlossener Bebauung | Breite Straße 13 (Karte)                            | 18. Jahrhundert, später überformt | Städtebaulich und baugeschichtlich von Bedeutung | 09270317 |
| Direkt Bild zu diesem Denkmal hochladen | Hintergebäude | Breite Straße 22 (Karte)                            | Um 1800 | Baugeschichtlich von Bedeutung, schlichter Bau mit Mansarddach | 09270315 |
| Direkt Bild zu diesem Denkmal hochladen | Wohnhaus in halboffener Bebauung | Breite Straße 24 (Karte)                            | 18. Jahrhundert | Städtebaulich und baugeschichtlich von Bedeutung | 09270303 |
| Direkt Bild zu diesem Denkmal hochladen | Wohnhaus in halboffener Bebauung, Ecklage, mit Hinterhaus (Seitenflügel)                                                                                               | Breite Straße 26 (Karte)                            | 18. Jahrhundert | Städtebaulich und baugeschichtlich von Bedeutung, schlichter Bau mit Krüppelwalmdach, geohrte Fenstergewände, ortsbildprägende Lage am Ring | 09270304 |
| Direkt Bild zu diesem Denkmal hochladen | Wohnhaus, Eckhaus in halboffener Bebauung | Breite Straße 45 (Karte)                            | Um 1870 | Städtebaulich und baugeschichtlich von Bedeutung, ein Gründerzeithaus, ortsbildprägende Lage am Ring (Theodor-Körner-Allee) | 09270305 |
|                                         | Wohnhaus in geschlossener Bebauung | Brüderstraße 2 (Karte)                              | 18. Jahrhundert | Städtebaulich und baugeschichtlich von Bedeutung | 09270343 |
|                                         | Wohnhaus in geschlossener Bebauung | Brüderstraße 3 (Karte)                              | 2. Hälfte 19. Jahrhundert | Städtebaulich und baugeschichtlich von Bedeutung, ein frühes Gründerzeithaus | 09270153 |
|                                         | Wohnhaus in geschlossener Bebauung | Brüderstraße 4 (Karte)                              | 18. Jahrhundert | Städtebaulich von Bedeutung | 09270342 |
|                                         | Wohnhaus mit Ladeneinbau, in geschlossener Bebauung | Brüderstraße 5 (Karte)                              | 19. Jahrhundert | Baugeschichtlich, städtebaulich und künstlerisch von Bedeutung, ein früher Gründerzeitbau mit feiner, noch spätklassizistischer Ornamentik | 09270154 |
|                                         | Wohnhaus in geschlossener Bebauung | Brüderstraße 6 (Karte)                              | 18. Jahrhundert | Städtebaulich und baugeschichtlich von Bedeutung, mit barockem Portal | 09270341 |
|                                         | Wohnhaus mit Ladenzone, in geschlossener Bebauung | Brüderstraße 7 (Karte)                              | 2. Hälfte 19. Jahrhundert | Städtebaulich und baugeschichtlich von Bedeutung | 09270155 |
| Weitere Bilder                          | Wohnhaus in halboffener Bebauung, Eckhaus | Brüderstraße 7b (Karte)                             | 19. Jahrhundert | Städtebaulich und baugeschichtlich von Bedeutung, ein Gründerzeithaus mit auffälligem, giebelartigem Erker im dritten Obergeschoss, städtebaulich wirksam | 08992411 |
|                                         | Wohnhaus (bauliche Einheit mit Schulstraße 2) in geschlossener Bebauung, Ecklage, mit kurzem Seitenflügel im Hof                                                       | Brüderstraße 10 (Karte)                             | Um 1800 | Städtebaulich und baugeschichtlich von Bedeutung, mächtiger klassizistischer Bau | 09270339 |
|                                         | Wohnhaus (Nr. 5) in geschlossener Bebauung mit Hinterhaus (Nr. 5a) | Brunnenstraße 5, 5a (Karte)                         | 17. Jahrhundert, Umbau bezeichnet mit 1913 | Städtebaulich, künstlerisch und baugeschichtlich von Bedeutung, giebelständiges Haus mit Krüppelwalmdach, schönes barockes Portal, prägender Umbau von 1913 | 09270004 |
|                                         | Wohnhaus mit Ladeneinbau, in geschlossener Bebauung, im Hofraum Mauer mit Inschrifttafel und drei steinerne Bütten                                                     | Brunnenstraße 7 (Karte)                             | Bezeichnet mit 1590, später überformt (Wohnhaus); bezeichnet mit 1670 (ein in einer Mauer eingelassener Stein); bezeichnet mit 1836 (eine der Bütten) | Städtebaulich und baugeschichtlich von Bedeutung, barockes Portal, Schlussstein mit Mönch mit Wanderstock, Initialen CM und Datierung 1590 | 09270005 |
|                                         | Wohnhaus (Nr. 9) in geschlossener Bebauung und Hinterhaus (Nr. 9a) | Brunnenstraße 9, 9a (Karte)                         | 2. Hälfte 18. Jahrhundert | Städtebaulich, baugeschichtlich und künstlerisch von Bedeutung, schönes barockes Portal mit originaler Tür am Vorderhaus | 09270006 |
|                                         | Fassade eines Wohnhauses in geschlossener Bebauung | Brunnenstraße 11 (Karte)                            | Bezeichnet mit 1748 im Schlussstein | Städtebaulich und baugeschichtlich von Bedeutung, einfaches barockes Portal | 09270007 |
|                                         | Wohnhaus mit Hinterhaus (Seitenflügel im Hof), in geschlossener Bebauung                                                                                               | Brunnenstraße 13 (Karte)                            | Bezeichnet mit 1703 (Schlussstein) | Baugeschichtlich, städtebaulich und künstlerisch von Bedeutung, prächtiges barockes Korbbogenportal | 09270008 |
|                                         | Wohnhaus in geschlossener Bebauung | Brunnenstraße 15 (Karte)                            | 2. Hälfte 18. Jahrhundert | Städtebaulich von Bedeutung | 09270009 |
|                                         | Wohnhaus in geschlossener Bebauung | Brunnenstraße 17 (Karte)                            | Bezeichnet mit 1758 | Städtebaulich und baugeschichtlich von Bedeutung, barockes Portal, Mansarddach mit Dachhäuschen | 09270010 |
|                                         | Wohnhaus in geschlossener Bebauung | Brunnenstraße 21 (Karte)                            | 2. Hälfte 18. Jahrhundert | Baugeschichtlich, städtebaulich und künstlerisch von Bedeutung, äußerst monumentaler barocker Bau mit Mittelrisalit mit Dreiecksgiebel, Lisenengliederung und Mittelportal, im Innern Gewölbe bis in das 1. Obergeschoss, viele barocke Deckenspiegel | 09270012 |
| Direkt Bild zu diesem Denkmal hochladen | Mietshaus in geschlossener Bebauung | Brunnenstraße 23 (Karte)                            | Ende 19. Jahrhundert | Städtebaulich und baugeschichtlich von Bedeutung, ein Gründerzeithaus | 09270013 |
|                                         | Wohnhaus in geschlossener Bebauung, mit originaler Ladenfront | Brunnenstraße 25 (Karte)                            | 19. Jahrhundert | Städtebaulich und baugeschichtlich von Bedeutung | 09270014 |
|                                         | Wohnhaus in geschlossener Bebauung | Franz-Könitzer-Straße 2 (Karte)                     | Anfang 19. Jahrhundert | Städtebaulich und baugeschichtlich von Bedeutung | 09270428 |
|                                         | Zwei Wohnhäuser in geschlossener Bebauung | Franz-Könitzer-Straße 6, 8 (Karte)                  | Bezeichnet mit 1608 | Städtebaulich, baugeschichtlich und hausgeschichtlich von Bedeutung, Nr. 6 giebelständiges Haus, Nr. 8 mit Zwerchhaus, Häuser in Giebelstellung vereinigt | 09270430 |
|                                         | Feuerwache (linker Teil, mit zwei Hausnummern) in geschlossener Bebauung (gehört zusammen mit Nr. 13/15)                                                               | Franz-Könitzer-Straße 9, 11 (Karte)                 | Bezeichnet mit 1906 im Giebel | Baugeschichtlich und ortsgeschichtlich von Bedeutung | 09270457 |
|                                         | Wohnhaus mit Ladeneinbau, in geschlossener Bebauung | Franz-Könitzer-Straße 10 (Karte)                    | 1. Hälfte 19. Jahrhundert | Städtebaulich und baugeschichtlich von Bedeutung, schönes Portal | 09270431 |
|                                         | Wohnhaus mit Ladeneinbau, in geschlossener Bebauung | Franz-Könitzer-Straße 12 (Karte)                    | 18. Jahrhundert, Überformung 19. Jahrhundert | Städtebaulich und baugeschichtlich von Bedeutung, klassizistische Fassade | 09270432 |
|                                         | Feuerwache (rechter Teil, mit zwei Hausnummern) in geschlossener Bebauung (gehört zusammen mit Nr. 9/11)                                                               | Franz-Könitzer-Straße 13, 15 (Karte)                | 1950er Jahre | Baugeschichtlich und ortsgeschichtlich von Bedeutung, im Heimatstil der 1950er Jahre | 09270458 |
|                                         | Wohnhaus in geschlossener Bebauung | Franz-Könitzer-Straße 14 (Karte)                    | Bezeichnet mit 1760 | Städtebaulich und baugeschichtlich von Bedeutung, schönes barockes Portal mit Wappenkartusche | 09270433 |
|                                         | Wohnhaus in geschlossener Bebauung | Franz-Könitzer-Straße 16 (Karte)                    | 18. Jahrhundert | Städtebaulich und baugeschichtlich von Bedeutung | 09270434 |
|                                         | Wohnhaus mit Seitenflügel im Hof, in geschlossener Bebauung | Franz-Könitzer-Straße 17 (Karte)                    | Vermutlich um 1800 | Städtebaulich und baugeschichtlich von Bedeutung | 09270459 |
|                                         | Wohnhaus in geschlossener Bebauung | Franz-Könitzer-Straße 18 (Karte)                    | Wohl 18. Jahrhundert | Städtebaulich und baugeschichtlich von Bedeutung | 09270435 |
|                                         | Wohnhaus mit Hinterhäusern, in halboffener Bebauung | Franz-Könitzer-Straße 19 (Karte)                    | 18. Jahrhundert | Städtebaulich, ortsgeschichtlich und baugeschichtlich von Bedeutung, schönes Treppenhaus, im Hinterhof ehemals eine Schmiede | 09270460 |
|                                         | Wohnhaus mit Hinterhäusern, in halboffener Bebauung | Franz-Könitzer-Straße 21 (Karte)                    | 18. Jahrhundert | Städtebaulich und baugeschichtlich von Bedeutung, klassizistisches Portal | 09270461 |
|                                         | Wohnhaus in geschlossener Bebauung | Franz-Könitzer-Straße 22 (Karte)                    | 18. Jahrhundert | Städtebaulich und baugeschichtlich von Bedeutung, schlichte klassizistische Fassade | 09270437 |
|                                         | Wohnhaus in geschlossener Bebauung | Franz-Könitzer-Straße 23 (Karte)                    | 18. Jahrhundert | Städtebaulich und baugeschichtlich von Bedeutung, schönes Portal | 09270462 |
|                                         | Wohnhaus in geschlossener Bebauung | Franz-Könitzer-Straße 24 (Karte)                    | Ehemals bezeichnet mit 1726, später überformt | Städtebaulich und baugeschichtlich von Bedeutung, im Kern barock, klassizistische Überformung | 09270438 |
|                                         | Doppelwohnhaus mit Seitenflügel im Hof, in geschlossener Bebauung | Franz-Könitzer-Straße 25, 27 (Karte)                | 18. Jahrhundert, später überformt | Städtebaulich und baugeschichtlich von Bedeutung, schöne klassizistische Fassaden in einheitlicher Gestaltung, zwei schöne barocke Portale | 09270463 |
|                                         | Wohnhaus in geschlossener Bebauung | Franz-Könitzer-Straße 26 (Karte)                    | 1. Hälfte 19. Jahrhundert | Städtebaulich und baugeschichtlich von Bedeutung, klassizistische Fassade | 09270439 |
|                                         | Wohnhaus in geschlossener Bebauung | Franz-Könitzer-Straße 28 (Karte)                    | 19. Jahrhundert | Städtebaulich und baugeschichtlich von Bedeutung, klassizistische Fassade | 09270440 |
|                                         | Zwei vereinigte Wohnhäuser mit Ladeneinbauten, Hinterhäusern um einen Hof, in geschlossener Bebauung                                                                   | Franz-Könitzer-Straße 30, 32 (Karte)                | 19. Jahrhundert | Städtebaulich und baugeschichtlich von Bedeutung, klassizistische Fassade | 09270441 |
|                                         | Wohnhaus in geschlossener Bebauung | Franz-Könitzer-Straße 31 (Karte)                    | 18. Jahrhundert | Städtebaulich und baugeschichtlich von Bedeutung, schönes Portal | 09270465 |
|                                         | Wohnhaus (mit Dachgarten) in geschlossener Bebauung | Franz-Könitzer-Straße 34 (Karte)                    | 18. Jahrhundert | Städtebaulich und baugeschichtlich von Bedeutung, ein Gründerzeithaus | 09270442 |
|                                         | Wohnhaus in geschlossener Bebauung | Franz-Könitzer-Straße 36 (Karte)                    | Bezeichnet mit 1757 im Schlussstein | Städtebaulich und baugeschichtlich von Bedeutung, barockes Portal | 09270443 |
|                                         | Wohnhaus, Eckhaus in geschlossener Bebauung | Franz-Könitzer-Straße 38 (Karte)                    | Ende 19. Jahrhundert, im Kern älter | Städtebaulich und baugeschichtlich von Bedeutung, Fassade der frühen Gründerzeit, im Kern vermutlich älter, ortsbildprägende Lage nahe dem Ring (Ottokarplatz) | 09270444 |
|                                         | Wohnhaus mit Hinterhaus, in geschlossener Bebauung | Franz-Könitzer-Straße 41 (Karte)                    | Ende 19. Jahrhundert | Städtebaulich und baugeschichtlich von Bedeutung, ein Gründerzeithaus | 09270466 |
|                                         | Wohnhaus in geschlossener Bebauung | Franz-Könitzer-Straße 43 (Karte)                    | Bezeichnet mit 1780 im Schlussstein | Städtebaulich und baugeschichtlich von Bedeutung, giebelständiges Haus mit barockem Portal (älterer Kern?) | 09270467 |
|                                         | Wohnhaus in geschlossener Bebauung | Franz-Könitzer-Straße 49 (Karte)                    | 17. Jahrhundert | Städtebaulich, ortsgeschichtlich und baugeschichtlich von Bedeutung, giebelständiges Haus, Geburtshaus des Komponisten Heinrich Marschner (1795–1861) | 09270470 |
|                                         | Wohnhaus (zwei Gebäudeteile an der Brüderstraße) mit Ladenzone und Seitenflügel im Hof, in geschlossener Bebauung, Eckhaus                                             | Frauenstraße 1 (Karte)                              | 18. Jahrhundert | Städtebaulich und baugeschichtlich von Bedeutung, ein Gründerzeithaus, im Kern älter | 09270272 |
|                                         | Wohnhaus mit Ladeneinbau, in geschlossener Bebauung | Frauenstraße 2 (Karte)                              | Ende 19. Jahrhundert | Städtebaulich und baugeschichtlich von Bedeutung, ein Gründerzeithaus | 09270236 |
|                                         | Wohnhaus mit Ladeneinbau, in geschlossener Bebauung | Frauenstraße 3 (Karte)                              | 18. Jahrhundert | Städtebaulich und baugeschichtlich von Bedeutung | 09270273 |
|                                         | Wohnhaus in geschlossener Bebauung | Frauenstraße 4 (Karte)                              | 18. Jahrhundert | Städtebaulich und baugeschichtlich von Bedeutung | 09270234 |
|                                         | Mietshaus mit Ladeneinbau und Hinterhaus, in geschlossener Bebauung | Frauenstraße 5 (Karte)                              | 1875/1890 | Städtebaulich und baugeschichtlich von Bedeutung, Gründerzeithaus mit prächtiger Fassade | 09270274 |
|                                         | Wohnhaus in geschlossener Bebauung | Frauenstraße 6 (Karte)                              | 18. Jahrhundert | Städtebaulich und baugeschichtlich von Bedeutung | 09270235 |
|                                         | Wohnhaus mit Ladenzone und zwei Seitenflügel im Hof, in geschlossener Bebauung                                                                                         | Frauenstraße 7 (Karte)                              | Im Kern 18. Jahrhundert, Umbau um 1900 | Städtebaulich und baugeschichtlich von Bedeutung, geprägt von einer Überformung um 1900 mit Anklängen an den Jugendstil, im Kern älter | 09270275 |
|                                         | Wohnhaus mit Ladeneinbau, in geschlossener Bebauung | Frauenstraße 8 (Karte)                              | Ende 19. Jahrhundert | Städtebaulich und baugeschichtlich von Bedeutung | 09270237 |
|                                         | Wohnhaus in geschlossener Bebauung | Frauenstraße 9 (Karte)                              | 18. Jahrhundert | Städtebaulich und baugeschichtlich von Bedeutung | 09270276 |
|                                         | Wohnhaus mit Hinterhaus, in geschlossener Bebauung | Frauenstraße 11 (Karte)                             | 18. Jahrhundert | Städtebaulich und baugeschichtlich von Bedeutung, Fassade der Gründerzeit | 09270328 |
|                                         | Wohnhaus in geschlossener Bebauung | Frauenstraße 12 (Karte)                             | 18. Jahrhundert | Städtebaulich und baugeschichtlich von Bedeutung, schlichter Barockbau | 09270239 |
|                                         | Mietshaus mit Ladeneinbau und älterer Seitenflügel im Hof (Hinterhaus), in geschlossener Bebauung                                                                      | Frauenstraße 13 (Karte)                             | Bezeichnet mit 1787 (Hinterhaus); Ende 19. Jahrhundert (Mietshaus)                                                                                    | Städtebaulich und baugeschichtlich von Bedeutung, ein Gründerzeithaus, Hintergebäude im Kern barock | 09270329 |
|                                         | Wohnhaus mit Laden, in geschlossener Bebauung | Frauenstraße 14 (Karte)                             | 1910er Jahre | Städtebaulich und baugeschichtlich von Bedeutung, ein Haus im Reformstil der Zeit um 1910, straßenbildprägender Erker | 09270240 |
|                                         | Wohnhaus und Hinterhaus, in geschlossener Bebauung | Frauenstraße 15 (Karte)                             | 18. Jahrhundert | Städtebaulich und baugeschichtlich von Bedeutung | 09270330 |
|                                         | Mietshaus mit Ladeneinbauten, in geschlossener Bebauung | Frauenstraße 17 (Karte)                             | 19. Jahrhundert | Städtebaulich und baugeschichtlich von Bedeutung, ein Gründerzeithaus | 09270331 |
|                                         | Gasthaus, Sozietät für Frauen (Societätsgebäude) | Frauenstraße 20 (Karte)                             | 1843, Umbau 1880 | Städtebaulich, ortsgeschichtlich und baugeschichtlich von Bedeutung, ein frühes Gründerzeitgebäude im Kern älter, gebaut mit Steinen vom 1842 abgerissenen Frauentor, genutzt vor allem von Frauenvereinen für Vorträge, Leseabende und Geselligkeit, ab 1880 Umbau zu „Held’s Etablissement“ mit Restaurant, Konzertgarten und Promenadenterrasse, 1936 von der Sozietätsbrauerei gekauft, die das Vergnügungsetablissement in „Grüner Ring“ umbenannten (1999 Saaltrakt abgerissen, es steht nur noch der Hausteil an der Straße), ortsbildprägende Lage am Ring | 09270059 |
| Weitere Bilder                          | Sparkassengebäude, Eckhaus, unter Schutz nur die Außenmauern zur Neustadt und zur Frauenstraße (im Inneren teils alte Türen und Bleiglasfenster)                       | Frauenstraße 21 (Karte)                             | 1925 | Städtebaulich, platzbildprägend, baugeschichtlich und ortsgeschichtlich von Bedeutung, mit Anklängen an den Art-Déco-Stil | 09270358 |
| Weitere Bilder                          | Kreuzkirche mit Ausstattung sowie Kirchhof mit Einfriedungsmauer und mit barocken Epitaphien und Grüften                                                               | Frauenstraße 23 (Karte)                             | Um 1410 | Baugeschichtlich, ortsgeschichtlich, künstlerisch und kunstgeschichtlich von Bedeutung, Kirche gilt auf sächsischem Boden als das einzige sakrale Bauwerk, das den böhmischen Einfluss auf einprägsame Art verkörpert, ortsbildprägende Lage am Ring | 09270370 |
|                                         | Denkmal für Ludwig Haberkorn (Einzeldenkmal zu ID-Nr. 08992283) | Haberkornplatz (Karte)                              | 1903 | Einzeldenkmal der Sachgesamtheit Ringanlagen; künstlerisch und ortsgeschichtlich von Bedeutung, Dr. Ludwig Haberkorn (1811–1901) war Bürgermeister in Zittau von 1857 bis 1887, ortsbildprägende Lage am Ring | 09270515 |
| Weitere Bilder                          | Kaiserliches Post- und Telegraphenamt | Haberkornplatz 1 (Karte)                            | 1881–1883 (Post); 1907 (Telegraphengebäude); 1927 (Verbindungstrakt)                                                                                  | Baugeschichtlich, ortsgeschichtlich, künstlerisch und platzbildprägend von Bedeutung, Bau im Stil nordischer Neorenaissance mit Klinkerfassade, Postamt mit angebautem Telegraphengebäude und Verbindungstrakt von 1927, ortsbildprägende Lage am Ring | 09270514 |
|                                         | Wohnhaus, Eckhaus in geschlossener Bebauung, mit Seitenflügel zum Hof                                                                                                  | Innere Oybiner Straße 1 (Karte)                     | 2. Hälfte 19. Jahrhundert | Städtebaulich und baugeschichtlich von Bedeutung | 09270023 |
|                                         | Wohnhaus in geschlossener Bebauung | Innere Oybiner Straße 2 (Karte)                     | Im Kern 18. Jahrhundert | Städtebaulich und baugeschichtlich von Bedeutung | 09270284 |
|                                         | Wohnhaus in geschlossener Bebauung | Innere Oybiner Straße 3 (Karte)                     | 18. Jahrhundert | Städtebaulich und baugeschichtlich von Bedeutung, Fassade mit Kolossalpilastern | 09270015 |
|                                         | Wohnhaus in geschlossener Bebauung, mit Seitenflügel im Hof und Hinterhaus                                                                                             | Innere Oybiner Straße 5 (Karte)                     | Bezeichnet mit 1709, Kern älter | Städtebaulich, künstlerisch und baugeschichtlich von Bedeutung, prächtige barocke Fassade, im Kern ein Renaissancebau mit oben hölzerner Wendeltreppe | 09270016 |
|                                         | Wohnhaus in geschlossener Bebauung | Innere Oybiner Straße 6 (Karte)                     | 17. Jahrhundert | Städtebaulich und baugeschichtlich von Bedeutung, schlichter Barockbau, Erdgeschoss mit originaler Ladenfront Ausgang 19. Jahrhundert | 09270078 |
|                                         | Wohnhaus in geschlossener Bebauung, mit dreigeschossigem Rückgebäude (Luther-Haus)                                                                                     | Innere Oybiner Straße 7 (Karte)                     | 1. Hälfte 18. Jahrhundert (Vorderhaus); wohl 1815 (Rückgebäude)                                                                                       | Städtebaulich, ortsgeschichtlich, künstlerisch und baugeschichtlich von Bedeutung, Vorderhaus im äußeren schlichter Bau mit schönem Treppenhaus und barocken Stuckdecken, im Rückgebäude ab 1815 Freimaurerloge „Friedrich August zu den drei Zirkeln“, hier zwei Säle | 09270017 |
|                                         | Wohnhaus (ehemals zwei Häuser) in geschlossener Bebauung | Innere Oybiner Straße 8 (Karte)                     | 18. Jahrhundert | Städtebaulich und baugeschichtlich von Bedeutung | 09270285 |
|                                         | Wohnhaus in Ecklage und Hintergebäude (an der Zeichenstraße) | Innere Oybiner Straße 9 (Karte)                     | 18. Jahrhundert (Vorderhaus); Ende 19. Jahrhundert (Hinterhaus)                                                                                       | Städtebaulich und baugeschichtlich von Bedeutung, Vorderhaus ursprünglich „Hübels Wohn- und Gasthaus“, Gartengebäude war für den Gaststättenbetrieb | 09270018 |
|                                         | Wohnhaus in geschlossener Bebauung | Innere Oybiner Straße 11 (Karte)                    | Ende 18. Jahrhundert | Städtebaulich und baugeschichtlich von Bedeutung, einfacher Barockbau | 09270299 |
|                                         | Wohnhaus in geschlossener Bebauung | Innere Oybiner Straße 12 (Karte)                    | 18. Jahrhundert | Städtebaulich und baugeschichtlich von Bedeutung, Barockbau Ende 19. Jahrhundert überformt (spätklassizistisch wirkende Fassade) | 09270286 |
|                                         | Wohnhaus in geschlossener Bebauung | Innere Oybiner Straße 13 (Karte)                    | Bezeichnet mit 1787 | Städtebaulich und baugeschichtlich von Bedeutung, einfacher Barockbau mit schönem Portal | 09270298 |
|                                         | Wohnhaus in geschlossener Bebauung, kleiner Ladeneinbau | Innere Oybiner Straße 16 (Karte)                    | 18. Jahrhundert | Städtebaulich und baugeschichtlich von Bedeutung, im Kern ein Barockbau, mit Resten der Schaufenstergestaltung aus den 1920er Jahren | 09270288 |
|                                         | Wohnhaus in geschlossener Bebauung | Innere Oybiner Straße 17 (Karte)                    | 19. Jahrhundert | Städtebaulich und baugeschichtlich von Bedeutung, ein Gründerzeitgebäude (im Kern älter) | 09270297 |
|                                         | Wohnhaus in geschlossener Bebauung | Innere Oybiner Straße 19 (Karte)                    | 18. Jahrhundert | Städtebaulich und baugeschichtlich von Bedeutung, einfacher Barockbau mit Segmentbogenportal | 09270296 |
|                                         | Wohnhaus in geschlossener Bebauung | Innere Oybiner Straße 20 (Karte)                    | Bezeichnet mit 1787 | Städtebaulich und baugeschichtlich von Bedeutung, einfacher Barockbau mit schönem Portal | 09270290 |
|                                         | Wohnhaus in halboffener Bebauung | Innere Oybiner Straße 21 (Karte)                    | 19. Jahrhundert | Städtebaulich und baugeschichtlich von Bedeutung, beachtenswert das prächtige klassizistische Portal | 09270295 |
|                                         | Wohnhaus in geschlossener Bebauung | Innere Oybiner Straße 22 (Karte)                    | 18. Jahrhundert | Städtebaulich und baugeschichtlich von Bedeutung, | 09270291 |
|                                         | Wohnhaus in Ecklage in offener Bebauung | Innere Oybiner Straße 23 (Karte)                    | Um 1860 | Städtebaulich, künstlerisch und baugeschichtlich von Bedeutung, vornehm klassizistische Gestaltung, ortsbildprägende Lage am Ring (Heinrich-Heine-Platz) | 09270294 |
|                                         | Wohnhaus in geschlossener Bebauung | Innere Oybiner Straße 26 (Karte)                    | 18. Jahrhundert | Stadtbaugeschichtlich von Bedeutung, als nur zweigeschossiger einfacher Bau einer der ursprünglichsten des Straßenabschnittes, Erdgeschoss mit Ladengestaltung 1920er/1930er Jahre | 09270559 |
| Weitere Bilder                          | Wohnhaus, Eckhaus in halboffener Bebauung | Innere Oybiner Straße 28 (Karte)                    | Um 1900 | Städtebaulich, künstlerisch und baugeschichtlich von Bedeutung, ein Gründerzeitgebäude mit platzbildprägender Lage am Ring (Dr.-Brinitzer-Straße), Jugendstilornamentik an der Außenfassade, Eckerker mit Haube und Laterne, Treppenhaus mit Stuck, Schablonenmalerei, Treppengeländer mit Jugendstilornamentik, bleiverglaste Fenster | 09270293 |
|                                         | Wohn- und Geschäftshaus in geschlossener Bebauung | Innere Weberstraße 1 (Karte)                        | 19. Jahrhundert | Baugeschichtlich und städtebaulich von Bedeutung, ein Gründerzeitgebäude mit Klinkerfassade, Überformung 1. Obergeschoss 1920er Jahre, straßenbildprägender Eckerker mit Haube | 09270114 |
|                                         | Mietshaus mit Ladeneinbau und Seitenflügel im Hof, in geschlossener Bebauung                                                                                           | Innere Weberstraße 3 (Karte)                        | Ende 19. Jahrhundert | Städtebaulich und baugeschichtlich von Bedeutung, ein Gründerzeitgebäude | 09270579 |
|                                         | Wohnhaus mit Seitengebäude im Hof und Hinterhaus, in geschlossener Bebauung                                                                                            | Innere Weberstraße 4 (Karte)                        | 18. Jahrhundert | Städtebaulich und baugeschichtlich von Bedeutung, im Kern ein Barockbau, Fassade und originale Ladenfront aus der Gründerzeit Ende 19. Jahrhundert | 09270098 |
| Direkt Bild zu diesem Denkmal hochladen | Wohnhaus (mit Gaststätte) und Seitenflügel im Hof, in geschlossener Bebauung (ein Grundstück mit Lindenstraße 1a)                                                      | Innere Weberstraße 6 (Karte)                        | 2. Hälfte 18. Jahrhundert | Städtebaulich und baugeschichtlich von Bedeutung, großzügiger Barockbau, Erdgeschoss in den 1920er Jahren modern umgestaltet (im Art-déco-Stil) | 09270097 |
|                                         | Wohnhaus in geschlossener Bebauung, Eckhaus zum Feuergäßchen, mit Seitenflügel, Hofmauer und Hinterhaus am Feuergäßchen                                                | Innere Weberstraße 7 (Karte)                        | Bezeichnet mit 1590 am Tor | Städtebaulich und baugeschichtlich von Bedeutung, klassizistische überformte Fassade, im Kern älter, der Torbogen des Renaissancebaus ins Feuergäßchen versetzt | 09270115 |
|                                         | Wohnhaus, Eckhaus in geschlossener Bebauung | Innere Weberstraße 9 (Karte)                        | 18. Jahrhundert | Städtebaulich und baugeschichtlich von Bedeutung, Fassade im klassizistischen Stil | 09270116 |
|                                         | Wohnhaus in geschlossener Bebauung | Innere Weberstraße 10 (Karte)                       | 2. Hälfte 18. Jahrhundert | Städtebaulich und baugeschichtlich von Bedeutung, ursprünglich giebelständiges Haus mit Krüppelwalmdach, Fassade gründerzeitlich überformt | 09270095 |
|                                         | Wohnhaus in geschlossener Bebauung | Innere Weberstraße 11 (Karte)                       | 1859, Kern älter | Städtebaulich und ortsgeschichtlich von Bedeutung, enthielt einst die „Bierstuben“ und „Forsthaus Nr. 7“, geprägt von einem Umbau 1859, im Kern älter | 09270117 |
|                                         | Wohnhaus in geschlossener Bebauung (ein Grundstück mit Lindenstraße 5), mit Seitenflügeln im Hof und Hinterhaus (Priebersches Haus)                                    | Innere Weberstraße 12 (Karte)                       | Um 1770 | Baugeschichtlich, städtebaulich, ortsgeschichtlich und künstlerisch von Bedeutung, prächtiges barockes Mittelportal, darüber straßenbildprägender Balkon, Tordurchfahrt, barocke Innenarchitektur, u. a. Treppenhaus, Stuckdecken, Holzvertäfelungen, Fußböden | 09270094 |
|                                         | Wohnhaus in geschlossener Bebauung | Innere Weberstraße 13 (Karte)                       | 1. Hälfte 19. Jahrhundert | Städtebaulich und baugeschichtlich von Bedeutung, klassizistische Fassade, mit Ladenfronten des späten 19. Jahrhunderts | 09270118 |
|                                         | Wohnhaus in geschlossener Bebauung (ein Grundstück mit Lindenstraße 7), mit Seitenflügel zum Hof und am Justgäßchen                                                    | Innere Weberstraße 14 (Karte)                       | Bezeichnet mit 1707 und bezeichnet mit 1713 | Baugeschichtlich, städtebaulich und künstlerisch von Bedeutung, ein Barockbau mit Mittelportal und -erker | 09270093 |
|                                         | Fassade und Erdgeschossgewölbe eines Wohnhauses (die übrigen Bauteile vollständig erneuert)                                                                            | Innere Weberstraße 15 (Karte)                       | 18. Jahrhundert | Städtebaulich von Bedeutung | 09270119 |
|                                         | Wohnhaus (mit Tordurchfahrt zum Justgäßchen) in geschlossener Bebauung und Seitenflügel am Justgäßchen sowie Verbindungsmauer zwischen Justgäßchen und Lindenstraße 11 | Innere Weberstraße 16 (Karte)                       | Um 1700 | Städtebaulich und baugeschichtlich von Bedeutung, Erdgeschoss mit Ladenzone aus dem 19. Jahrhundert, im ersten Obergeschoss barocker Innenausbau, Tafelparkett, Stuckdecken, Türgewände usw. | 09270092 |
|                                         | Wohnhaus in geschlossener Bebauung (ein Grundstück mit Brunnenstraße 16)                                                                                               | Innere Weberstraße 17 (Karte)                       | 2. Hälfte 18. Jahrhundert | Baugeschichtlich, städtebaulich und künstlerisch von Bedeutung, prächtiger Barockbau mit Volutengiebel, Mittelportal und Mittelerker, barockes Treppenhaus | 09270120 |
|                                         | Wohnhaus (mit neuerem Ladeneinbau) in geschlossener Bebauung | Innere Weberstraße 18 (Karte)                       | 1. Hälfte 18. Jahrhundert | Baugeschichtlich, städtebaulich und künstlerisch von Bedeutung, von barock-klassizistischer Wirkung, schönes barockes Portal mit Durchfahrt, barocke Innenarchitektur | 09270091 |
|                                         | Wohnhaus (mit Ladenzone) in geschlossener Bebauung (ein Grundstück mit Brunnenstraße 18)                                                                               | Innere Weberstraße 19 (Karte)                       | Nach 1800 | Städtebaulich und baugeschichtlich von Bedeutung, im klassizistischen Stil | 09270121 |
|                                         | Wohnhaus in geschlossener Bebauung (ursprünglich ein Grundstück mit Lindenstraße 11), mit zwei Seitenflügel im Hof und Hinterhaus (Grätzsches Haus)                    | Innere Weberstraße 20 (Karte)                       | Um 1717 | Baugeschichtlich, städtebaulich, ortsgeschichtlich und künstlerisch von Bedeutung, prächtiges Barockportal von großartiger Wirkung, barocke Fassadendekoration und Innenarchitektur | 09270090 |
|                                         | Wohnhaus mit originaler Ladenfront, in geschlossener Bebauung | Innere Weberstraße 22 (Karte)                       | 1875/1890 | Städtebaulich und baugeschichtlich von Bedeutung, ein früher Gründerzeitbau | 09270089 |
|                                         | Mietshaus in geschlossener Bebauung, mit originaler Ladenfront und Hinterhaus                                                                                          | Innere Weberstraße 23 (Karte)                       | 1870/1880 | Städtebaulich und baugeschichtlich von Bedeutung, ein Gründerzeitgebäude | 09270123 |
|                                         | Wohnhaus mit Ladeneinbau, in geschlossener Bebauung | Innere Weberstraße 24 (Karte)                       | 2. Hälfte 18. Jahrhundert, Fassade Ende 19. Jahrhundert                                                                                               | Städtebaulich und baugeschichtlich von Bedeutung, Gründerzeitfassade (Überformung Ende 19. Jahrhundert und spätere Aufstockung), im Kern ein barockes Gebäude | 09270088 |
|                                         | Wohnhaus in geschlossener Bebauung (ursprünglich ein Grundstück mit Brunnenstraße 22)                                                                                  | Innere Weberstraße 25 (Karte)                       | 18. Jahrhundert, später überformt | Städtebaulich und baugeschichtlich von Bedeutung, einfacher Barockbau (gründerzeitlich überformt) | 09270124 |
|                                         | Wohnhaus in geschlossener Bebauung und Gartenhaus | Innere Weberstraße 26 (Karte)                       | Bezeichnet mit 1754 | Städtebaulich und baugeschichtlich von Bedeutung, Vorderhaus stattlicher barocker Bau mit Mittelportal und gründerzeitlich überformter Fassade | 09270087 |
|                                         | Mietshaus in geschlossener Bebauung, originale Ladenfront und Seitenflügel im Hof                                                                                      | Innere Weberstraße 27 (Karte)                       | 1870/1880 | Städtebaulich und baugeschichtlich von Bedeutung, ein prächtiger Gründerzeitbau | 09270125 |
|                                         | Wohnhaus in geschlossener Bebauung | Innere Weberstraße 28 (Karte)                       | 1. Hälfte 19. Jahrhundert | Städtebaulich und baugeschichtlich von Bedeutung, schlichtes klassizistisches Gebäude | 09270086 |
|                                         | Wohnhaus (zwei Gebäudeteile, Eckhaus und Rückgebäude an der Inneren Oybiner Straße) in geschlossener Bebauung                                                          | Innere Weberstraße 29 (Karte)                       | 17. Jahrhundert (Eckhaus); 19. Jahrhundert (Rückgebäude)                                                                                              | Städtebaulich und baugeschichtlich von Bedeutung, das Eckhaus ein Renaissancebau, im Erdgeschoss bemalte Holzbalkendecke, das Rückgebäude ein Gründerzeitbau (mit barockem Tor) | 09270126 |
|                                         | Wohnhaus in geschlossener Bebauung (mit Tordurchfahrt zum Schmeidelgäßchen), Seitenflügel zum Schmeidelgäßchen und Hofgebäude                                          | Innere Weberstraße 30 (Karte)                       | Bezeichnet mit 1722 (Wohnhaus); bezeichnet mit 1794 (Hinterhaus)                                                                                      | Städtebaulich, baugeschichtlich und künstlerisch von Bedeutung, prächtiges barockes Mittelportal | 09270084 |
|                                         | Wohnhaus, Eckhaus in geschlossener Bebauung (zwei Gebäudeteile an der Inneren Oybiner Straße), mit Seitenflügel zum Hof                                                | Innere Weberstraße 31 (Karte)                       | 19. Jahrhundert, Fassadenumbau 1. Hälfte 20. Jahrhundert                                                                                              | Städtebaulich und baugeschichtlich von Bedeutung, im spätklassizistischen Stil, teilweise Fassadenumbau in der 1. Hälfte 20. Jahrhundert mit Ladeneinbau und Eckbetonung (Werbung) | 09270283 |
|                                         | Wohnhaus in geschlossener Bebauung, mit den Hof umschließenden Hinterhäusern                                                                                           | Innere Weberstraße 33 (Karte)                       | Zwischen 18. Jahrhundert und 19. Jahrhundert | Städtebaulich, baugeschichtlich und künstlerisch von Bedeutung, im barocken Mittelportal originale barocke Tür, prächtige Fassade der Gründerzeit, im Innern gusseisernes Treppenhaus als Nebentreppenhaus | 09270282 |
|                                         | Wohnhaus in geschlossener Bebauung, mit Seitenflügel zum Hof | Innere Weberstraße 34 (Karte)                       | 2. Hälfte 18. Jahrhundert | Städtebaulich und baugeschichtlich von Bedeutung, barockes Türgewände und originale Ladenfront Ende 19. Jahrhundert | 09270085 |
|                                         | Wohnhaus in geschlossener Bebauung, mit Seitenflügel im Hof | Innere Weberstraße 35 (Karte)                       | 18. Jahrhundert | Städtebaulich und baugeschichtlich von Bedeutung, straßenbildprägender barocker Erker | 09270281 |
|                                         | Wohnhaus in geschlossener Bebauung | Innere Weberstraße 36 (Karte)                       | Um 1856 | Städtebaulich und baugeschichtlich von Bedeutung, ein spätklassizistisches Gebäude, schöne originale Haustür, Ladeneinbau mit originaler Front | 09270083 |
|                                         | Wohnhaus in geschlossener Bebauung, mit Seitenflügel zum Hof | Innere Weberstraße 37 (Karte)                       | 18. Jahrhundert | Städtebaulich und baugeschichtlich von Bedeutung, straßenbildprägender barocker Erker | 09270280 |
|                                         | Wohnhaus in geschlossener Bebauung | Innere Weberstraße 38 (Karte)                       | 17. Jahrhundert, später überformt | Städtebaulich und baugeschichtlich von Bedeutung | 09270082 |
|                                         | Wohnhaus in geschlossener Bebauung | Innere Weberstraße 40 (Karte)                       | 16. Jahrhundert | Städtebaulich und baugeschichtlich von Bedeutung, giebelständiges Haus, vermutlich mit Renaissance-Giebel | 09270081 |
|                                         | Brunnen (Einzeldenkmale zu ID-Nr. 08992283) | Innere Weberstraße 41 (vor) (Karte)                 | 19. Jahrhundert | Einzeldenkmal der Sachgesamtheit Ringanlagen; platzbildprägend und gartenkünstlerisch von Bedeutung, runder Sandsteinring, Teil des Promenadenrings | 09301928 |
|                                         | Wohnhaus in geschlossener Bebauung | Innere Weberstraße 42 (Karte)                       | 2. Hälfte 18. Jahrhundert | Städtebaulich und baugeschichtlich von Bedeutung | 09270080 |
|                                         | Wohnhaus, Eckhaus in halboffener Bebauung | Innere Weberstraße 44 (Karte)                       | Mitte 19. Jahrhundert | Städtebaulich und baugeschichtlich von Bedeutung, klassizistisch-gründerzeitliche Fassade, ortsbildprägende Lage am Ring (Poststraße) | 09270079 |
|                                         | Mauer des ehemaligen Johanniskirchhofs mit eingelassenen Grabmalen, dazu Grabmal Dornspach in der Wand des alten Gymnasiums                                            | Johannisplatz (Karte)                               | 18. Jahrhundert (Kirchhofsbestandteil); Ende 16. Jahrhundert (Grabmal)                                                                                | Künstlerisch und ortsgeschichtlich von Bedeutung, prachtvolle barocke Grabstätten, an der Fassade des Gymnasiums Grabmal des Gründers des Gymnasiums, des Bürgermeisters Nikolaus von Dornspach, gest. 1580 | 09270138 |
| Weitere Bilder                          | Johanniskirche mit Ausstattung | Johannisplatz 1 (Karte)                             | Vollendet 1834/1837, im Kern älter | Baugeschichtlich, kunstgeschichtlich, künstlerisch, ortsgeschichtlich und ortsbildprägend von Bedeutung, bedeutende klassizistische Hallenkirche, Architekten: Karl Friedrich Schinkel, Berlin und Carl August Schramm, Zittau, ortsbildprägende Zweiturmfront | 09270137 |
| Weitere Bilder                          | Altes Gymnasium, Lateinschule (mit Durchgang zur Rektorgasse) | Johannisplatz 2 (Karte)                             | Nach 1571, Portal bezeichnet mit 1602 | Baugeschichtlich, kunstgeschichtlich, künstlerisch, städtebaulich und ortsgeschichtlich von Bedeutung, platzbildprägender Renaissancebau mit Volutengiebeln, 1602 Überbrückung des Rektorgäßchens durch das Renaissanceportal | 09270139 |
| Direkt Bild zu diesem Denkmal hochladen | Wohnhaus in geschlossener Bebauung | Johannisstraße 1 (Karte)                            | 18. Jahrhundert | Städtebaulich von Bedeutung | 09270160 |
| Direkt Bild zu diesem Denkmal hochladen | Wohnhaus (zwei Hausteile) in geschlossener Bebauung und mit Seitenflügel zum Hof                                                                                       | Johannisstraße 2 (Karte)                            | 17. bis 19. Jahrhundert, linker Bau mit Renaissancekern                                                                                               | Baugeschichtlich, städtebaulich und platzbildprägend von Bedeutung, Adresse umfasst das gründerzeitliche Eckhaus zum Markt (mit schönem Eckerker im Stil der Neorenaissance) und das in der Straße anschließende Haus mit barockem Portal und klassizistischer Fassade | 09270146 |
| Direkt Bild zu diesem Denkmal hochladen | Wohnhaus in geschlossener Bebauung | Johannisstraße 3 (Karte)                            | Vermutlich 18. Jahrhundert | Städtebaulich von Bedeutung | 09270157 |
|                                         | Wohnhaus (zwei Hausteile) in geschlossener Bebauung, mit Gaststätte Klosterstübl                                                                                       | Johannisstraße 4, 6 (Karte)                         | 1861 (Johannisstraße 6), Umbau bezeichnet mit 1924 | Ortsgeschichtlich, städtebaulich und handwerklich-künstlerisch von Bedeutung, zwei Ursprungshäuser 1924 mit Gaststättengründung zusammengelegt, Fassade in stark national gefärbter expressionistischer Weise mit reicher Bauplastik gestaltet, erhalten auch die innere Gestaltung der Gasträume | 09270145 |
| Direkt Bild zu diesem Denkmal hochladen | Wohnhaus in geschlossener Bebauung | Johannisstraße 5 (Karte)                            | Vermutlich 18. Jahrhundert | städtebaulich von Bedeutung | 09270158 |
|                                         | Wohnhaus in geschlossener Bebauung, Kopfbau zum Johannisplatz | Johannisstraße 7 (Karte)                            | 17. Jahrhundert | Baugeschichtlich und städtebaulich von Bedeutung, großes gebrochenes Dach, der Ursprungsbau Renaissance, barock überformt | 09270159 |
|                                         | Wohnhaus in geschlossener Bebauung | Johannisstraße 8 (Karte)                            | Bezeichnet mit 1857 (Wappentafel bezeichnet mit 1610)                                                                                                 | Baugeschichtlich und städtebaulich von Bedeutung, klassizistische Fassade, im Erdgeschoss rundbogige Fenster und Halbsäulen, in der Fassade älteres Versatzstück (Wappentafel mit Architekturgliederung von 1610) mit Angabe, dass das Haus hundert Jahre vor Neuaufbau durch Krieg zerstört wurde | 09270144 |
|                                         | Wohnhaus (mit Gaststätte Felsen-Keller) in geschlossener Bebauung, Eckhaus                                                                                             | Johannisstraße 10 (Karte)                           | 18. Jahrhundert (Wohnhaus); 1920er Jahre (Gaststätteneinrichtung)                                                                                     | Baugeschichtlich und städtebaulich von Bedeutung, klassizistisch-gründerzeitliches Gebäude, straßenbildprägender Turm, Fassadenumbau und Gaststätteneinrichtung wohl in den 1920er Jahren | 09270143 |
| Direkt Bild zu diesem Denkmal hochladen | Wohnhaus in geschlossener Bebauung | Johannisstraße 13 (Karte)                           | Anfang 18. Jahrhundert, Kern älter | Baugeschichtlich und städtebaulich von Bedeutung, mit prächtigem barocken Portal | 09270140 |
|                                         | Wohnhaus in offener Bebauung | Johannisstraße 14 (Karte)                           | Bezeichnet mit 1798 | Baugeschichtlich und städtebaulich von Bedeutung, mit barockem Portal, giebelständiges Haus mit gebrochenem Dach mit Halbwalm | 09270073 |
|                                         | Wohnhaus in geschlossener Bebauung | Johannisstraße 15 (Karte)                           | 16. Jahrhundert | Baugeschichtlich und städtebaulich von Bedeutung, Eingang mit Renaissance-Bogen | 09270141 |
|                                         | Wohnhaus, Eckhaus in geschlossener Bebauung | Johannisstraße 17 (Karte)                           | Bezeichnet mit 1717 oder 1712 | Baugeschichtlich und städtebaulich von Bedeutung, mit prächtigem barocken Portal und gebrochenem Dach, hier Zwerchgiebel | 09270142 |
| Direkt Bild zu diesem Denkmal hochladen | Wohnhaus, vom Typus in geschlossener Bebauung | Johannisstraße 19 (Karte)                           | 19. Jahrhundert | Städtebaulich von Bedeutung | 09270379 |

## Ehemalige Denkmäler
| Bild                                    | Bezeichnung | Lage                             | Datierung                                                           | Beschreibung | ID       |
| --------------------------------------- | --- | -------------------------------- | ------------------------------------------------------------------- | --- | -------- |
| Direkt Bild zu diesem Denkmal hochladen | Wohnhaus (mit originalem Laden des späten 19. Jahrhunderts) in geschlossener Bebauung                          | Albertstraße 16 (Karte)          | 1. Hälfte 18. Jahrhundert                                           | Städtebaulich, hausgeschichtlich und baugeschichtlich von Bedeutung, schönes barockes Portal. Zwischen 2019 und 2024 aus der Denkmalliste gestrichen. | 09270424 |
| Direkt Bild zu diesem Denkmal hochladen | Wohnhaus in geschlossener Bebauung                                                                             | Albertstraße 18 (Karte)          | Zwischen 18. und 19. Jahrhundert                                    | Schlichter klassizistischer Bau, städtebaulich von Bedeutung. Zwischen 2019 und 2024 aus der Denkmalliste gestrichen.                                 | 09270425 |
| Direkt Bild zu diesem Denkmal hochladen | Wohnhaus in geschlossener Bebauung                                                                             | Böhmische Straße 9 (Karte)       | 19. Jahrhundert                                                     | Städtebaulich von Bedeutung. 2013 abgerissen. | 09270265 |
| Direkt Bild zu diesem Denkmal hochladen | Wohnhaus in Ecklage                                                                                            | Brunnenstraße 4 (Karte)          | 18. Jahrhundert                                                     | Von besonderer Bedeutung der Keller, städtebaulich und baugeschichtlich von Bedeutung. 2010 abgerissen.                                               | 09270130 |
| Direkt Bild zu diesem Denkmal hochladen | Wohnhaus in geschlossener Bebauung, mit Portal (bildete ursprünglich ein Grundstück mit Innere Weberstraße 25) | Brunnenstraße 22 (Karte)         | 17. Jahrhundert (Portal); 18. Jahrhundert, im Kern älter (Wohnhaus) | Städtebaulich und künstlerisch von Bedeutung, im Kern ein Renaissancegebäude. 2009 eingestürzt und abgerissen.                                        | 09270128 |
| Direkt Bild zu diesem Denkmal hochladen | Wohnhaus in geschlossener Bebauung, mit Seitenflügel im Hof                                                    | Innere Oybiner Straße 14 (Karte) | 2. Hälfte 18. Jahrhundert                                           | Städtebaulich und baugeschichtlich von Bedeutung. Zwischen 2014 und 2019 aus der Denkmalliste gestrichen.                                             | 09270287 |
| Direkt Bild zu diesem Denkmal hochladen | Wohnhaus, Eckhaus in halboffener Bebauung                                                                      | Innere Weberstraße 39 (Karte)    | 18. Jahrhundert/19. Jahrhundert                                     | Städtebaulich und baugeschichtlich von Bedeutung, klassizistische Fassade, ortsbildprägende Lage am Ring (Poststraße). 2013 abgerissen.               | 09270279 |

## Tabellenlegende
- Bild: Bild des Kulturdenkmals, ggf. zusätzlich mit einem Link zu weiteren Fotos des Kulturdenkmals im Medienarchiv Wikimedia Commons. Wenn man auf das Kamerasymbol klickt, können Fotos zu Kulturdenkmalen aus dieser Liste hochgeladen werden:
- Bezeichnung: Denkmalgeschützte Objekte und ggf. Bauwerksname des Kulturdenkmals
- Lage: Straßenname und Hausnummer oder Flurstücknummer des Kulturdenkmals. Die Grundsortierung der Liste erfolgt nach dieser Adresse. Der Link (Karte) führt zu verschiedenen Kartendiensten mit der Position des Kulturdenkmals. Fehlt dieser Link, wurden die Koordinaten noch nicht eingetragen. Sind diese bekannt, können sie über ein Tool mit einer Kartenansicht einfach nachgetragen werden. In dieser Kartenansicht sind Kulturdenkmale ohne Koordinaten mit einem roten bzw. orangen Marker dargestellt und können durch Verschieben auf die richtige Position in der Karte mit Koordinaten versehen werden. Kulturdenkmale ohne Bild sind an einem blauen bzw. roten Marker erkennbar.
- Datierung: Baubeginn, Fertigstellung, Datum der Erstnennung oder grobe zeitliche Einordnung entsprechend des Eintrags in der sächsischen Denkmaldatenbank
- Beschreibung: Kurzcharakteristik des Kulturdenkmals entsprechend des Eintrags in der sächsischen Denkmaldatenbank, ggf. ergänzt durch die dort nur selten veröffentlichten Erfassungstexte oder zusätzliche Informationen
- ID: Vom Landesamt für Denkmalpflege Sachsen vergebene, das Kulturdenkmal eindeutig identifizierende Objekt-Nummer. Der Link führt zum PDF-Denkmaldokument des Landesamtes für Denkmalpflege Sachsen. Bei ehemaligen Kulturdenkmalen können die Objektnummern unbekannt sein und deshalb fehlen bzw. die Links von aus der Datenbank entfernten Objektnummern ins Leere führen. Ein ggf. vorhandenes Icon  führt zu den Angaben des Kulturdenkmals bei Wikidata.